# Berliner Rugby Club
Maillots
Actualités
Dernière mise à jour : 2 août 2012.
Le Berliner Rugby Club e.V. 1926 ou Berlin RC est un club allemand de rugby à XV basé à Berlin. Il participe à la 1. Bundesliga.

## Palmarès
- Finaliste de la Rugby Bundesliga en 1989